# Chlorose (mens)
Chlorose is een tegenwoordig niet meer voorkomende aandoening die jonge vrouwen trof. De diagnose werd vooral gesteld in de tweede helft van de 19e eeuw. Waar de benaming (die in de 17e eeuw ontstond) vandaan komt is nooit opgehelderd. Een niet onomstreden symptoom betrof een groenachtige tint van de huid. Een mogelijkheid is dat men jonge, "groene" vrouwen bedoelde, in plaats van hun huidskleur.
De aandoening werd onder andere beschreven door de Nederlandse arts Van den Bergh. Daarnaast stipte de eerste Nederlandse vrouwelijke gynaecoloog, Catharine van Tussenbroek, in 1898 aan dat slechte vooruitzichten in het maatschappelijk leven weleens een factor van betekenis kon zijn voor het ontstaan van deze ziekte. In tegenstelling tot nu waren in de toenmalige samenleving rangen en standen aanzienlijk belangrijker.

## Klachten
Er werd een heel scala van klachten gerapporteerd, zoals albuminurie, amenorroe, anorexie, apathie, bleekzucht, bloedarmoede, dysmenorroe, hartruis en verwijding van het hart, hoofdpijn, hypermenorroe, hypochondrie, hysterie, maagzweren, menstruatiestoornissen, retinitis albuminurica en vermagering. Soms was men er dermate ernstig aan toe, dat men nauwelijks nog het bed uitkwam.

## Behandeling
In eerste instantie behandelde men de patiënten met hydrotherapie; tevens moest men veel wandelen en flink eten om stevig aan te komen.
Later dacht men dat bloedarmoede weleens de oorzaak zou kunnen zijn, al had men dan weer geen verklaring voor de oorzaak hiervan. Daarom gaf men de patiënten juist rust en diende de patiënt ijzer toe door middel van Blaudse pillen (ferrocarbonaat) of ijzerpoeder.

## Verdwijning van de ziekte
In een bepaald ziekenhuis in Hamburg bleek in de periode 1895-1904 9‰ tot 16‰ te lijden aan deze aandoening. Na 1900 zakte het aantal patiënten in snel tempo. Men schrijft dit toe aan de verbetering van de maatschappelijke positie van vrouwen, vooral door beter onderwijs (de leerplicht was ingevoerd).